# Protalveolata
Protalveolata – takson eukariotów należący do supergrupy Sar.

## Systematyka
Według Adla należą tutaj:
- Chromerida Moore i inni, 2008
  - Chromera
  - Vitrella
- Colpodellida Cavalier-Smith, 1993 przywrócony przez Adl i inni, 2005
  - Alphamonas
  - Colpodella
  - Voromonas
- Perkinsidae Levine, 1978 przywrócony przez Adl i inni, 2005
  - Parvilucifera
  - Perkinsus
- Oxyrrhis Dujardin, 1841
  - Oxyrrhis marina
- Syndiniales Loeblich III, 1976
  - Amoebophrya
  - Duboscquella
  - Merodinium
  - Syndinium